# Женщины в России
Женщины в России — история женщин на территории России во время многочисленных режимов на протяжении веков. Российское общество является многокультурным, опыт женщин в России существенно зависит от этнической, религиозной и социальной принадлежности. Жизнь этнической русской женщины может кардинально отличаться от жизни женщин из таких меньшинств, как башкиры, а жизнь женщины из сельской семьи низшего класса может отличаться от жизни женщины из городской семьи высшего среднего класса. Тем не менее, существует общий исторический и политический контекст для женщин в России в целом.
В 2021 году Россия занимала 50  место в Индексе гендерного неравенства со значением  0,203 , что означает  20,3% потерь до достижения полного равенства между мужчинами и женщинами (при среднемировом 0,465 и при лидерстве Дании  со значением 0,013 ). 
Несмотря на то что Россия входит в группу стран с высоким уровнем человеческого развития , её результаты значительно отстают от средних результатов по группе из-за высокого уровни материнской смертности и подростковой рождаемости.
Сравнительный анализ уровня гендерной дифференциации в России и странах Европы на 2021 год показывает, что Российская Федерация в итоговом рейтинге занимает 38 место из 73, не входя в первую половину рейтинга. 
Последние доступные данные показали, что в 2017‒2022 годах 91,4% населения Российской федерации убеждены, что минимум по одной позиции из четырех женщины имеют меньше прав, чем мужчины (до 2017 года 86,8%). 

## История
Археологические данные свидетельствуют о том, что современная территория России была заселена с доисторических времен: в афгано-дагестанском регионе Акуша на Северном Кавказе были обнаружены олдувайские кремневые орудия возрастом 1,5 миллиона лет. Прямыми предками русских являются восточные славяне и финские народы. На протяжении большей части XX-го века история России — это история Советского Союза. Его падение в 1991 году привело, как и в большинстве стран бывшего коммунистического блока Восточной Европы, к экономическому коллапсу и другим социальным проблемам.
В России проживает около 200 национальных/этнических групп (77,7 % из них — русские — по состоянию на 2010 год), и хотя большая часть населения (по крайней мере номинально) исповедует православие, присутствуют и другие религии, такие как ислам (примерно 6 % — см. Ислам в России).

### До XVIII века
Во времена Древней Руси женщины знатного происхождения управляли княжествами (княгиня Ольга), становились послами в других странах (Анна Всеволодовна) и служили советницами при высокопоставленных мужьях.
Женщины-крестьянки не могла существовать вне семьи и была обязана во всем покоряться воле мужчины (Церковный устав Ярослава). До замужества девушка подчинялась отцу и старшим братьям, после замужества—мужу и его родителям.
В Московской Руси патриархальные законы (законы Домостроя) стали ещё строже, женщинам не разрешалось даже выходить на улицу без разрешения мужа или отца. При этом женщина считалась хозяйкой дома, в её распоряжении были слуги, кухня, огород, припасы в кладовых, а воспитание детей было её основной обязанностью.
Домострой закреплял право мужа бить жену плетью за любую провинность: считалось, что побои очищают женщину от грехов. Тогда же появилась поговорка «Бьёт — значит, любит».

### XVIII век

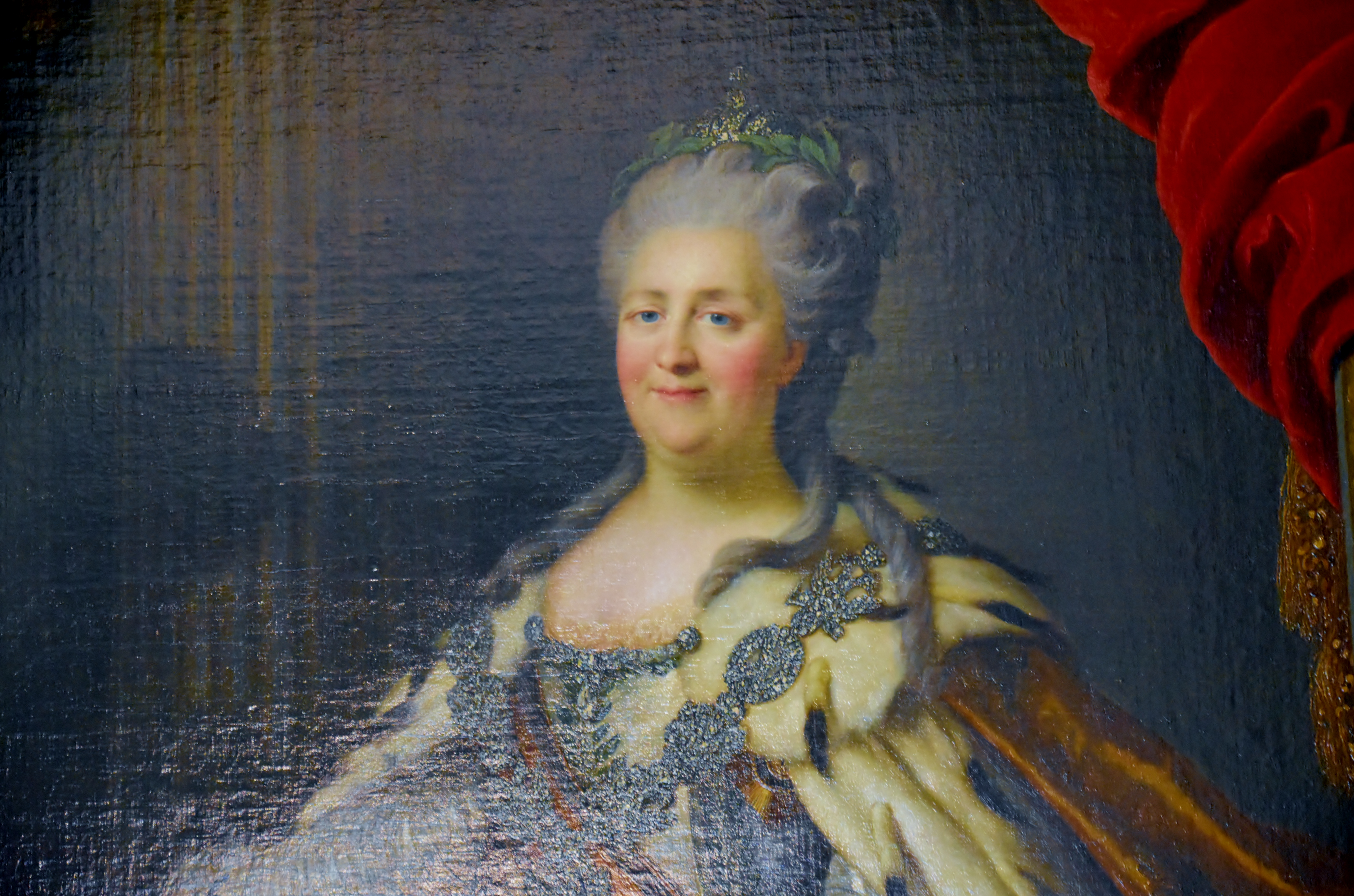
Портрет Екатерины Великой, находящийся в Государственном Эрмитаже, основанном ею в Санкт-Петербурге.

XVIII век стал временем социальных и правовых изменений для российских женщин. Петр Великий правил Россией с 1682 по 1725 год и за это время внёс множество изменений в русскую культуру, изменив православные традиции, соблюдавшиеся с момента падения Византийской империи в 1450-х годах. Три основных социальных российских класса в разной степени претерпели изменения в зависимости от их близости к царю и городским условиям, где реформы могли проводиться более строго. Крупные города прошли процесс вестернизации быстрее и успешнее, чем отдаленные сельские поселения. Дворянки, купчихи и крестьянки (крепостные) по-разному воспринимали петровские реформы, низшие классы начали замечать какие-либо изменения лишь в конце XVIII века (во время правления Екатерины Великой). Петровские реформы способствовали более активному участию женщин в жизни общества, тогда как до реформ женщины играли лишь второстепенную роль жен и матерей. «Изменение места женщин в русском обществе можно лучше всего проиллюстрировать тем фактом, что пять женщин правили империей от своего имени в общей сложности семьдесят лет».
Известные женщины в истории России XVIII века: Анна Ивановна, Елизавета Петровна, Екатерина Великая и Екатерина Воронцова-Дашкова.

#### Изменения в законодательстве
Самым важным правовым изменением, повлиявшим на жизнь женщин, стал Указ о единонаследии (1714). Закон запрещал дворянским семьям делить свои земли и богатства между несколькими детьми и положил конец практике исключения женщин из наследования родового имущества. Закон о единонаследстве был уточнен в указе 1725 года. В нём была предпринята попытка решить вопрос о правах наследования замужней дочери. Закон гласил, что если у мужчины остались незамужние дочери, то его имущество наследовала старшая из дочерей, а остальные сёстры делили между собой его движимое имущество. Замужние дочери получали приданое, когда выходили замуж.
В 1730 году Анна Ивановна отменила Закон о единонаследии. После 1731 года права собственности были расширены и стали включать наследование земельной собственности. Это также давало женщинам большую власть над имениями, которые были им завещаны или получены в качестве свадебного приданого.

#### Образование для женщин
Реформы образования были важной частью петровской вестернизации; однако только с реформами Екатерины II право на образование стало распространяться как на мужчин, так и на женщин всех сословий. Обучение девочек проходило в основном дома. «Предоставление формального образования женщинам началось только в 1764 и 1765 годах, когда Екатерина II, сделавшая основной вклад в российское просвещение, основала в Петербурге сначала Смольный институт для благородных девиц, а затем Новодевичий институт для дочерей разночинцев».

#### Женщины в дворянском сословии
В XVIII веке петровские реформы и идеи просвещения принесли с собой как желанные, так и нежелательные перемены, которые требовались русскому дворянству и аристократическим семьям. Дочери в зажиточных семьях воспитывались в тереме, который обычно представлял собой отдельное здание, соединённое с домом внешним проходом. Терем использовался для изоляции девушек брачного возраста и был призван сохранять их «чистыми» (сексуально неопытными). Во многих сельских и городских домах низших классов не было места, чтобы отделить молодых женщин, поэтому не было и специального терема, где их можно было бы изолировать. Женщинам низших сословий приходилось жить и работать со своими братьями, отцами и мужьями, а также управлять всеми домашними делами вместе с ними. Брачные обычаи постепенно менялись с новыми реформами, проведенными Петром Великим; средний брачный возраст увеличивался, особенно в городах среди более состоятельных слоев людей, приближенных к царю и находившихся в центре внимания общественности. «К концу XVIII века в городах невесты обычно были в возрасте пятнадцати-восемнадцати лет, и даже в деревнях молодые браки становились все более редкими». В 1753 году был издан указ, гарантирующий, что дворянские семьи могут обеспечить наследование земли своей дочерью, сделав её частью приданого, к которому она получит доступ после замужества. Для женщин право владеть и продавать имущество было новым опытом, который появился только благодаря постепенной вестернизации России в XVIII веке.

#### Женщины в торговом сословии
Жёны купцов имели большую независимость, чем жены дворян или крестьян, из-за характера работы их мужей, особенно когда их мужья отсутствовали дома по государственной службе, что случалось часто и в течение длительных периодов времени. Права замужних женщин из дворянского и купеческого сословия владеть и управлять своей собственностью давали им возможность участвовать в коммерческих и производственных предприятиях.

#### Женщины в крестьянстве
Крестьянки участвовали в работе на полях и были заняты в ремесленничестве. От женщин 

Молодые женщины предлагают ягоды гостям своей избы, 1909 год. Фотография Сергея Прокудина-Горского.

ожидалось, что они будут выполнять домашнюю работу (приготовление пищи, ткачество, уборка). Во время посадки и сбора урожая, когда требовалась помощь в полях, женщины работали вместе со своими мужьями, пахали, сеяли, собирали урожай. В начале XVIII века средний возраст замужества крестьянских девушек составлял около двенадцати лет, им требовалось согласие родителей на брак. «Требование свода законов 1649 года о том, что девушки не должны выходить замуж до достижения пятнадцатилетнего возраста, соблюдалось редко». Вдовы и незамужние женщины, проживающие на государственной земле, должны были получить разрешение деревенского собрания, прежде чем они могли выйти замуж за кого-либо. Молодые крестьянки (как и другие русские женщины) проводили гораздо большую часть своего детородного возраста в качестве замужних женщин, чем женщины Западной Европы.
В XVIII веке роды были опасны как для матери, так и для ребёнка, крестьянки, в среднем, рожали семерых детей. Только половина всех детей доживала до взрослого возраста. «Рождение её первого ребёнка, желательно сына, устанавливало её положение в доме её мужа. По мере того, как она продолжала рожать сыновей, её статус ещё больше улучшался». Рождение сына гарантировало продолжение рода, а также сохранение имущества, которым они могли владеть, хотя с вступлением в силу петровских реформ не менее выгодным стало и рождение девочки.
Женщины любого сословия могли обращаться в церковные суды для разрешения супружеских конфликтов.

### Реформы XIX века

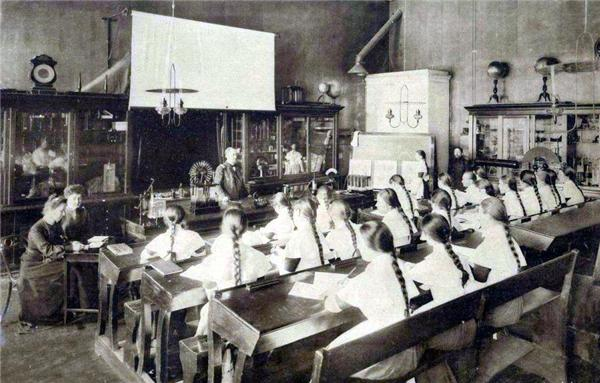
Урок в женской гимназии при Смольном институте, 1913—1914 гг.

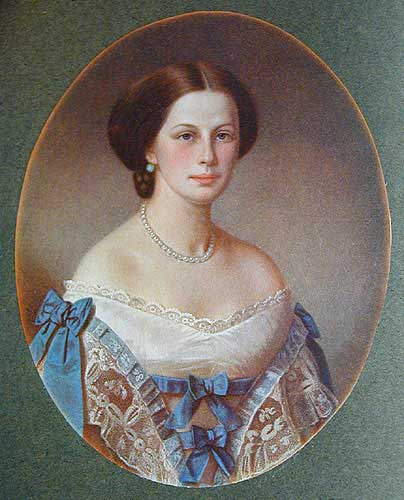
Анна Философова

К середине XIX века в России начали распространяться западноевропейские представления о равенстве.

#### Российский феминизм
В 1860-х годах в Санкт-Петербурге начало формироваться феминистское движение во главе с Анной Философовой, Надеждой Стасовой и Марией Трубниковой. Вместе с представителями петербургской литературной общественности, такими как Евгения Конради (1838—1898), они подавали прошения в университеты с просьбой дать женщинам образование, а в 1878 году они помогли основать Бестужевские курсы, которые впервые предоставили женщинам России надёжный доступ к высшему образованию.

#### Женское образование
К началу 1900-х годов в России было больше женщин-врачей, юристов и учителей, чем в любой другой стране Европы. Однако наибольшую пользу от образования получили городские женщины из среднего и высшего классов. В то время как уровень грамотности медленно рос по всей Российской империи, образовательные и другие возможности для крестьянок оставались относительно ограниченными. Их главной задачей было рождение детей.
Девушки из дворянских и богатых купеческих семей требовали право получать высшее образование наравне с мужчинами. В то время путь в университеты для женщин в России был закрыт, а на учёбу за границей требовалось разрешение родителей или мужа. Женщины не имели собственных паспортов: их вписывали в документы отца или супруга, поэтому некоторые девушки выходили замуж фиктивно. Так поступили писательница и философ Елена Блаватская и первая в мире женщина- профессор математики Софья Ковалевская.
В 1859 году Императорский Санкт-Петербургский университет разрешил женщинам посещать его занятия, однако всего четыре года спустя это положение было отменено.
В российские университеты женщин допустили только в 1863 году, разрешив слушать лекции, но не становиться полноправными студентками. Лишь в 1869 году в Российской империи открылись первые высшие женские курсы, приравненные к университету, а с 1872 года российским женщинам стало доступно и медицинское образование (Высшие женские медицинские курсы в Санкт-Петербурге).
Получив возможность учиться женщины стали публично проявлять свои таланты (Анна Есипова, всемирно известная пианистка; Елизавета Бём, иллюстратор множества книг; Ольга Семёнова и Юлия Гендуне, учёные в области археологии, истории, этнографии и другие).

#### Наука
Во второй половине XIX века большую часть самых успешных женщин в науке составляли россиянки (Надежда Суслова, первая женщина в мире, получившая степень доктора медицины, полностью эквивалентную мужской степени; Мария Сеченова, обладательница двух докторских степеней: одной по медицине в Цюрихе и одной по физиологии в Вене; Юлия Лермонтова, первая женщина в мире, получившая степень доктора химии; Софья Переяславцева, морской биолог, лауреат премии Кесслера Российского общества естествоиспытателей; Софья Ковалевская, первая женщина в Европе XIX века, получившая докторскую степень по математике, и первая, ставшая университетским профессором).

#### Культура
В 1890 году женщин начали принимать в Академию художеств, вследствие чего профессиональными художницами стали: Ольга Лагода-Шишкина, Софья Сухово-Кобылина, Анна Остроумова-Лебедева. Эмилия Шанкс и Антонина Ржевская были единственными художницами, принятыми в Товарищество передвижных художественных выставок, а Людмила Маяковская стала текстильным дизайнером.

### XX век

#### Борьба за равноправие женщин
Новый этап борьбы за женские права начался во время революции 1905 года, выдвигались требования равных прав женщин с мужчинами независимо от сословия, возможности совместного обучения и права занимать должности в общественной и политической сферах.
В 1907 году была зарегистрирована Российская лига равноправия женщин под председательством Екатерина Гарднер, её сменила Мария Чехова (1908), в 1910 году президентом Лиги стала первая в России женщина-гинеколог Поликсена Шишкина-Явейн. В состав Лиги входили видные российские феминистки (Зинаида Мирович, Анна Кальманович, Ариадна Тыркова-Вильямс, Екатерина Щепкина и другие) Лига сделала всеобщее избирательное право для женщин своей главной целью, также по инициативе Лиги были созданы женские фабричные инспекции для контроля положения женщин на производствах, был принят закон, расширивший права наследования для женщин (1912), и закон, позволивший замужним женщинам получать паспорта и жить отдельно от мужей (1914).
Не разделяли взгляды феминисток, боровшихся за права женщин среднего класса (выступали за равные права в рамках существующей цензовой избирательной системы), считая их отходом от общедемократических традиций, социалистки (Прасковья Куделли, Екатерина Кускова), большевички (Инесса Арманд, Александра Коллонтай, Надежда Крупская, Александра Артюхина), эсерки (Мария Спиридонова).

#### Российские женщины в Первой мировой войне
С началом Первой мировой войны российские феминистки (равноправки) присоединилась к общей патриотической волне, поддержали царское правительство, вернулись к традиционно женским областям деятельности (благотворительность).
Женщины заменили мужчин, ушедших на фронт, в промышленных центрах (число женщин-рабочих превысило один миллион) и в сельском хозяйстве, женщины сражались на фронте (первая женщина-офицер Мария Бочкарёва) и тысячами служили медсёстрами.

#### Женщины в русской революции
В марте 1917 года Временное правительство, пришедшее на смену самодержавию императора Николая II, предоставило женщинам России право голоса и права занимать политические должности. Это была первая подобная реформа, проведенная крупной политической силой. Реформа состоялась благодаря как феминисткам (Поликсена Шишкина-Явейн, Анна Шабанова, Мария Покровская и другие), так и левым беспартийным (Вера Фигнер, легальная марксистка Александра Калмыкова), либералкам (Софья Панина, единственная женщина во Временном Правительстве).
В 1917 году в Учредительное собрание было избрано 10 женщин из общего числа 767 депутатов.

#### Советская эпоха: феминистские реформы

##### Большевистский переворот
Русская революция 1917 года установила юридическое равенство женщин и мужчин. Однако, Временное правительство было свергнуто в результате большевистского переворота, аУчредительное собрание было принудительно распущено 6 (19) января 1918 года ВЦИКом, действия которого были одобрены позже 18 (31) января пробольшевистским III Всероссийским Съездом Советов рабочих и крестьянских депутатов. Вскоре после этого под запрет попала работа любых независимых организаций и прессы. Феминистская Лига равноправия, как и другие женские организации, прекратила своё существование. Тем не менее, большевики узаконили полное политическое равноправие женщин в конституции РСФСР 1918 года.
Начиная с октября 1918 года советское правительство провело следующие социальные реформы:
- либерализацию законов о разводах и абортах
- декриминализацию гомосексуализма
- легализацию сожительства вне брака.

Эта политика была частью более широких усилий большевиков по перестройке семейных структур и гендерных ролей в соответствии с социалистическими идеалами.

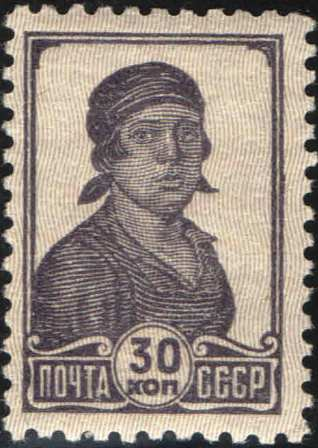
Работница на марке 1930 года. Искусство соцреализма прославляло простых тружеников, и женщины часто изображались не в традиционно женственной манере.

Ленин рассматривал женщин как ранее неиспользованную рабочую силу; он призывал женщин участвовать в коммунистической революции.
Число женщин, вышедших на рынок труда, возросло с 423 200 в 1923 году до 885 000 в 1930 году.
Новое коммунистическое правительство в октябре 1918 года издало первый Семейный кодекс, который отделил брак от церкви, позволил паре выбирать фамилию, предоставил незаконнорожденным детям те же права, что и законным детям, предоставил права на материнские пособия, охрану здоровья и безопасность на рабочем месте и предоставил женщинам право на развод по расширенным основаниям.
В 1920 году советское правительство легализовало аборты.
В 1922 году супружеское изнасилование было объявлено незаконным в Советском Союзе.
Женщинам были предоставлены равные права в отношении страхования на случай болезни, восьминедельного оплачиваемого отпуска по беременности и родам, а также гарантирован минимальный размер оплаты труда. Обоим полам также предоставлялся оплачиваемый отпуск . Эти права женщин стали поворотным моментом в сторону от традиционных систем российского империалистического прошлого.
Для надзора за соблюдением этого кодекса и свобод женщин Всероссийская коммунистическая партия (большевиков) в 1919 году создала специализированный женский отдел — Женотдел  во главе с Инессой Арманд (расформирован в 1930), в 1920 году появился журнал Коммунистка.
В 1925 году, в связи с ростом числа разводов, Женотдел разработал понятие «гражданский брак» для пар, проживающих вместе. В результате реализации Новой экономической политики (НЭП) 1921—1928 годов, если мужчина оставлял свою фактическую жену, она лишалась возможности рассчитывать на получение помощи. Если женщина беременела, мужчина мог уйти и не нести юридической ответственности за помощь женщине или ребёнку; это привело к увеличению числа бездомных детей. Поскольку фактическая жена не имела никаких прав, правительство попыталось решить эту проблему с помощью закона о браке 1926 года, предоставив зарегистрированным и незарегистрированным бракам равные права и подчеркнув обязательства, вытекающие из брака.

##### Сталинизм
К середине 1930-х годов Иосиф Сталин отменил многие предыдущие реформы в пользу более консервативной повестки дня, провозглашающей ценность материнства, семьи и демографического роста. Тем не менее, Конституция СССР 1936 года гарантировала равноправие женщин: 
«Женщинам в СССР предоставляются равные права с мужчинами во всех областях хозяйственной, государственной, культурной, общественной и политической жизни» (статья 122).
Но аборты стали незаконными, гомосексуализм был объявлен преступлением, правовые различия между законными и внебрачными детьми были восстановлены, а развод снова стал труднодостижимым.
В 1940-е годы продолжилась традиционная идеология: движущей силой времени была нуклеарная семья, а на женщинах лежала социальная ответственность материнства, которую нельзя было игнорировать.
В сталинскую эпоху (1927—1953) женщины также становились жертвами чисток, охвативших страну. С 1934 по 1940 год число женщин, заключенных в системе ГУЛАГа, возросло с 30 108 до 108 898 человек. Женщин не отправляли в исправительно-трудовые лагеря, но отправляли работать в лагеря, которые представляли собой текстильные или швейные фабрики. Женщины в лагерях часто подвергались насилию и/или сексуальному насилию. В то же время в результате насаждаемого Сталиным культа личности возникла «литература благодарности», а статьи в женских журналах восхваляли Сталина за работу, которую он сделал для женщин. В период сталинизма, во время сталинских репрессий, пострадало~ 18 тысяч женщин-членов семей врагов народа, 25 тысяч детей были помещены в детские дома.

###### Великая Отечественная война
Женщины в Великой Отечественной войне играли большую роль, в том числе массово принимали непосредственное участие в боевых действиях. Многие овдовели во время войны, что повысило вероятность их обеднения. Некоторые женщины взяли на себя руководство государственными фермами и крупными колхозами. В 1942 году женщины составляли более половины рабочей силы в сельском хозяйстве. 8476 девушек вступили в ряды Красной Армии или Советского Военно-Морского Флота, участвуя в Великой Отечественной войне.
В 1942 году были проведены три массовые мобилизации женщин, было призвано 490 235 женщин. За героизм на фронте 150 тысяч женщин были награждены орденами и медалями, 96 из них стали Героями Советского Союза и Российской Федерации, из них 15 женщин-медиков, а снайперы Наталья Ковшова и Мария Поливанова были удостоены этого звания посмертно.

##### Хрущёвская оттепель
После смерти Сталина в марте 1953 года, во времена хрущёвской оттепели, Советские власти отменили (1955) запрет на аборты (законы 1936 года), приняв новый закон об абортах. 

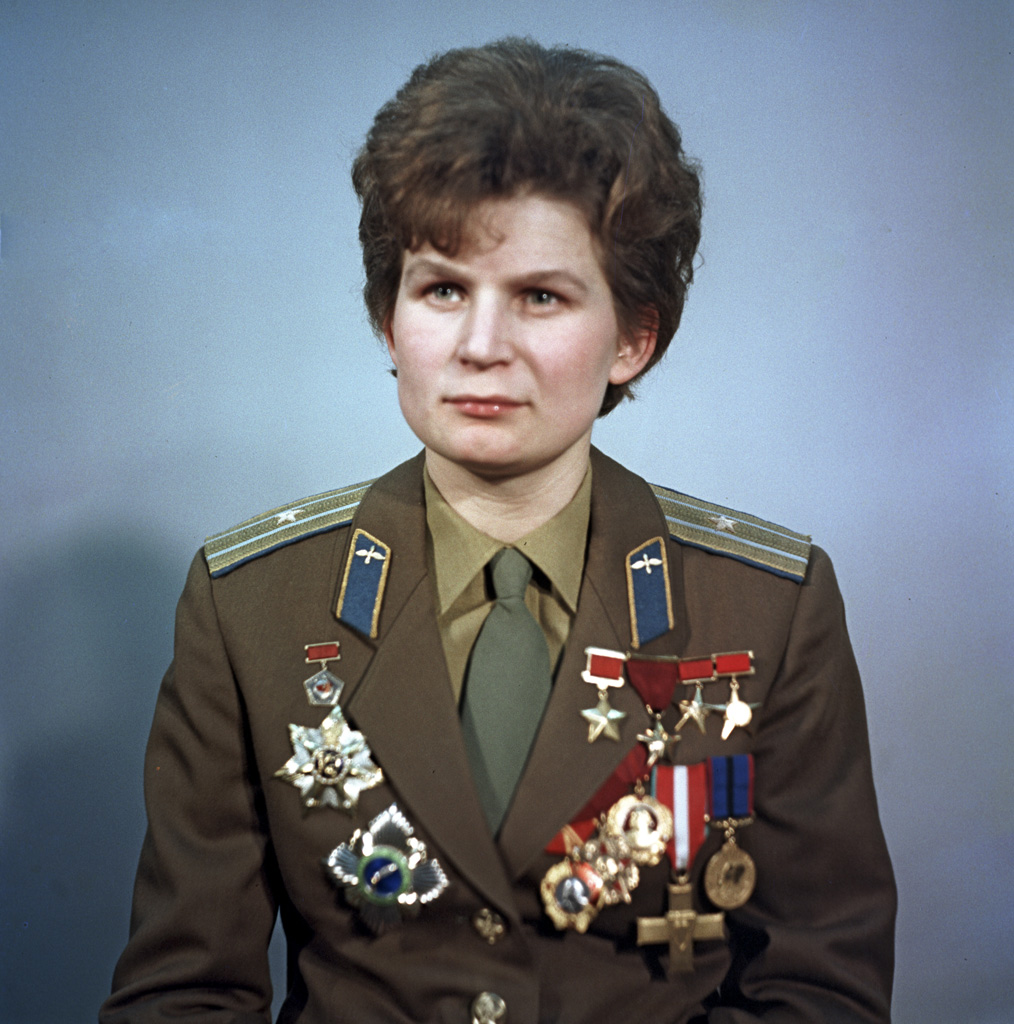
Валентина Терешкова в 1969 году

Валентина Владимировна Терешкова была первой женщиной, полетевшей в космос. Она была выбрана из более чем четырёхсот претенденток и пяти финалисток для пилотирования миссии «Восток-6» 16 июня 1963 года. До зачисления в отряд космонавтов Терешкова работала сборщицей на текстильной фабрике и занималась парашютным спортом. Чтобы стать космонавтом, Терешкова была лишь почетно принята в ряды Военно-воздушных сил СССР, и таким образом она стала первым гражданским человеком, полетевшим в космос. Во время трёхдневной миссии она провела на себе различные тесты, чтобы собрать данные о реакции женского организма на космический полет.

##### Брежневский застой
В 70-е годы советской эпохи, во времена застоя, роль женщин была сложной. Женщины в Советской России стали важной частью мобилизации рабочей силы, и этот выход женщин в ранее недоступные сектора предоставил им возможности для образования, личностного развития и обучения. Эти ожидания дополняли стандарты, предъявляемые к женщинам в домашней сфере.
Конституция СССР 1977 года закрепила права женщин как в общественной жизни (статья 35), так и в семейной жизни (статья 53), обозначив многочисленные роли женщины: заниматься самообразованием и трудиться на благо общества, а также быть матерью и воспитывать следующее поколение советских граждан.
Женщины снимали фильмы, дирижировали оркестрами, писали картины и музыку.

##### Перестройка
Женщины в постсоветской России лишились большинства государственных льгот, которыми они пользовались в СССР. Однако, как и в советское время, в 1990-х годах российские женщины преобладали в секторах экономики с низкой оплатой труда и продолжали получать меньшую заработную плату, чем мужчины, на сопоставимых должностях.

##### Российская Федерация
В 1995 году российские мужчины в сфере здравоохранения зарабатывали в среднем на 50 процентов больше, чем женщины в этой же сфере, а мужчины-инженеры получали в среднем на 40 процентов больше, чем их коллеги-женщины. Несмотря на то, что в среднем женщины более образованы, чем мужчины, они по-прежнему составляют меньшинство на высших руководящих должностях. В позднюю советскую эпоху заработная плата женщин в среднем составляла 70 процентов от заработной платы мужчин; к 1995 году этот показатель составил 40 процентов, по данным московского Центра гендерных исследований.
Компании увольняют женщин, чтобы избежать выплаты пособий по уходу за ребёнком или предоставления отпуска по беременности и родам. В 1995 году женщины составляли примерно 70 процентов безработных в России, а в некоторых регионах — до 90 процентов.

###### Абьюз
В 1990-е годы сексуальные домогательства и насилие в отношении женщин возросли на всех уровнях общества. В 1994 году было зарегистрировано более 13 000 изнасилований.
В 1993 году, по оценкам, 14 000 женщин были убиты своими мужьями или любовниками, что примерно в двадцать раз превышает этот показатель в Соединённых Штатах и в несколько раз превышает показатель в России пятью годами ранее.
В 1994 году в отношении женщин было совершено более 300 000 других видов преступлений, включая супружеское насилие; в 1996 году Государственная Дума (нижняя палата Федерального Собрания, парламент России) разработала (закон не принят) закон о борьбе с домашним насилием .

###### Работа
После распада СССР в 1991 году многим женщинам, ранее работавшим инженерами, учеными и учителями, пришлось заняться проституцией. Наиболее часто предлагаемой работой в новых компаниях стала должность секретаря /администратора), а в объявлениях о таких должностях в компаниях частного сектора часто указывается физическая привлекательность как основное требование (условие, которое является незаконным в правительственных организациях). Российское законодательство предусматривает наказание за сексуальное домогательство сроком до трёх лет лишения свободы, однако этот закон редко применяется.
В российском трудовом законодательстве перечислены 98 профессий, запрещённых для женщин из-за опасности для женского здоровья, особенно репродуктивного (до 2019 года их было 456).

### XXI век
При режиме Путина статья 19 Конституции России (1993 год с поправками 2020 года) гарантирует равные 

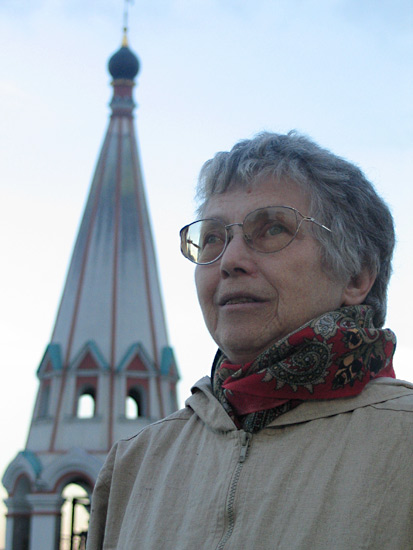
Наталья Горбаневская в Москве, 2005 год.

права женщинам и мужчинам. В соответствии с трудовым законодательством женщины имели право на оплачиваемый отпуск по беременности и родам, оплачиваемый отпуск по уходу за ребёнком и неоплачиваемый отпуск по уходу за ребёнком до достижения ребёнком трёхлетнего возраста.
Уровень занятости женщин и мужчин составляет 66,1 % и 76,2 % соответственно (в возрасте 15-64 лет, по состоянию на 2018 год). Женщины часто сталкиваются с дискриминацией на рынке труда). Несмотря на это, многие российские женщины добились успеха в бизнесе.
Суммарный коэффициент рождаемости в России по состоянию на 2015 год составлял 1,61 что, было хотя и ниже коэффициента воспроизводства населения, равного 2,1, но выше, чем в 1990-х годах.

## Женщины в правительстве и политике

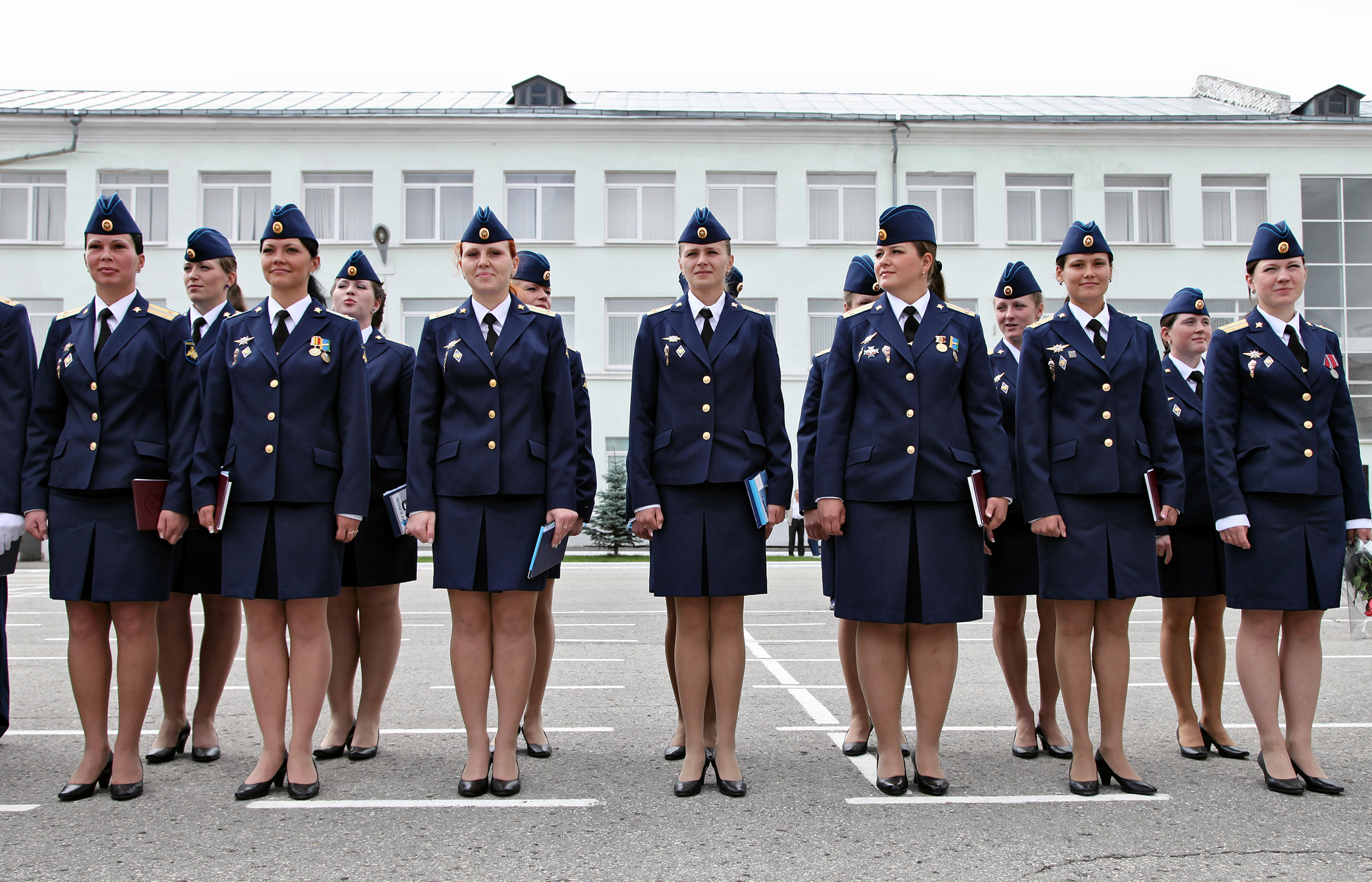
Женщины в Вооруженных силах России

Женщины занимают мало влиятельных должностей в исполнительной ветви власти России. Именно в политике особенно остро проявляется гендерное неравенство ( на 2021 год 68% опрошенных видят его наличие) . 
Доля женщин в российском парламенте (16,5%), что  значительно меньше, чем в Швейцарии (39,8%) и среднего показателя по группе (29,1%), это связано с убеждением 68% россиян, что мужчины являются лучшими политическими лидерами.
Одна должность в правительстве (кабинете) — Министр труда и социальной защиты Российской Федерации, стала «традиционной» женской должностью; в 1994 году Эллу Памфилову на этом посту сменила Людмила Безлепкина, возглавлявшая министерство до конца первого срока президента Бориса Ельцина в середине 1996 года. Татьяна Параманова исполняла обязанности председателя Центрального банка России в течение года, прежде чем Ельцин сменил её в ноябре 1995 года, а Регент, Татьяна Михайловна занимала пост руководителя Федеральной миграционной службы с момента её создания в 1992 году по 1999 год. До выборов 1995 года женщины занимали около 10 процентов мест в парламенте: пятьдесят семь из 450 мест в нижней палате Государственной Думы и девять из 178 мест в верхней палате парламента — Совете Федерации. Советская система заполнения мест в законодательных органах обычно предусматривала выделение женщинам около трети мест в законодательных органах республиканского уровня и половины мест в местных советах.
На национальном уровне наиболее заметным проявлением политического успеха женщин стала партия « Женщины России», набравшая 11 процентов голосов и получившая двадцать пять мест на общенациональных парламентских выборах 1993 года . На общенациональных парламентских выборах 1995 года блок «Женщины России» решил сохранить свою платформу неизменной, сделав акцент на социальных вопросах, таких как защита детей и женщин, вместо того, чтобы вступать в коалицию с другими либеральными партиями. В результате партия не смогла преодолеть 5-процентный барьер голосов, необходимый для пропорционального представительства в новой Государственной Думе, получив лишь три места в одномандатной части выборов.
Менее крупная организация, Российская женская партия, участвовала в выборах 1995 года в составе неудачной коалиции с несколькими другими отколовшимися партиями. Несколько женщин, таких как Элла Памфилова из Республиканской партии России, Социалистическая партия трудящихся (руководитель Людмила Вартазарова) и Валерия Новодворская, лидер Демократического союза, зарекомендовали себя как влиятельные политические фигуры.
В 1999 году в ежемесячном рейтинге влиятельных российских политиков "Независимой газеты " было названо всего четыре (максимум) женщины, причем наивысший рейтинг заняла Татьяна Дьяченко, дочь Бориса Ельцина. Число женщин в российской политике увеличилось; на федеральном уровне это отчасти связано с победами на выборах в Думу блока «Женщины России». Заметный рост произошел во время выборов 2007 года, когда все основные политические партии увеличили число своих кандидаток-женщин. Хотя в России и наблюдается рост доли женщин в политике, это не привело к повышению гендерного равенства в российском обществе в целом. Исследование 2016 года утверждает, что женщины-политики в России «зажаты неформальными правилами и параллельными институтами и должностями, практически не имея возможности отстаивать интересы женщин. Женщины-политики изображаются в российских СМИ весьма специфическим образом, что ещё больше раскрывает их предназначение как глупых реквизитов, а не законодателей, которых общественность должна воспринимать всерьез. Женщин в Думе часто фотографируют, когда они наносят макияж, а также когда их коллеги-мужчины целуют им руку, и это два примера их гендерного изображения.
Режим Путина продвигал женщин в качестве „заместителей“ во время кризисов или перемен, „лоялистов“ и „танцовщиц“, когда режиму нужно продемонстрировать выборы и представительство, и „уборщиц“, когда видимость коррупции угрожает режиму». Решение Путина использовать женщин-политиков в качестве «уборщиц» может отражать сосредоточенность режима на имидже. Интересно, что политологические исследования показывают, что женщины-политики в значительной степени воспринимаются как менее коррумпированные, чем их коллеги-мужчины (хотя нет никаких доказательств того, что это восприятие отражает реальность того, оказывает ли пол какое-либо существенное влияние на вероятность того, что человек будет заниматься коррупцией).
Результаты независимого исследования 2017 года выявили культуру, «не готовую» к женщинам-лидерам. В 2017 году каждый третий россиянин «не одобряет женщин в политической сфере». В 2016 году так считали лишь двадцать процентов опрошенных. В том же исследовании сделан вывод о том, что в 2017 году реакция на гендерное равенство среди «высших эшелонов власти» была сильнее (38 %), чем в 2016 году, когда только 28 % респондентов высказали такие настроения. Более того, только 33 % респондентов приветствовали бы женщину-президента.

## Женщины в бизнесе и на рабочих местах
Более 66,5% респондентов в России (2017-2022) убеждены, что мужчины более успешны в бизнесе и должны иметь приоритетное право на работу. В предыдущем исследовании (2010-2014) так считали не более 59%. Самая низкая позиция у России в рейтинге «Женщины, бизнес и закон» ‒ 128 место из 190 ( 2022) для сравнения 114 место в 2019 году.
С 1971 по 2003 гг. прослеживалась положительная динамика: значение индекса возросло, но последние 20 лет оно не менялось, что привело к снижению позиции Российской Федерации  в мировом рейтинге. На данный момент до полного устранения гендерной дифференциации с точки зрения законодательства не хватает почти 27%. Полное гендерное равноправие достигнуто по двум позициям: свободе передвижения и управлению активами. Основные потери приходятся на рабочее место, деловую среду и пенсионное обеспечение. 

### Отношения на рабочем месте
Отсутствует законодательство, направленного на устранение сексуального насилия и наказание за него.  25% респондентов (2020) назвали сексуальные домогательства на работе серьезной проблемой. Наличие законов, запрещающих женщинам работать на вредных производствах, снижает показатели России. В законодательстве РФ отсутствует специальный закон, предусматривающий ответственность за дискриминацию при получении кредитов. Отсутствуют оплачиваемые отпуска по уходу за детьми для отцов.

## Женское образование
Почти 27% опрашиваемых россиян (2017‒2022) считают, что наличие высшего образования для женщин не так важно, как для мужчин (в  2010‒2014 было меньше, только 23%), что всё равно в два раза ниже среднемировой доли людей с предубеждениями.
Доля женщин от 25 лет со средним образованием в России  высока и равна 92,8%, что выше, чем в среднем по группе стран с высоким ИЧР (87,0%). 

## Женщины в литературе

### XVIII век
Екатерина Княжнина

### XIX век
Анна Бунина , Анна Волкова

### XX век
До середины XX века женский голос в русской прозе был почти не слышен. Расцвет женской поэзии был синхронен процессу борьбы женщин за равноправие во всех областях жизни. Наиболее известные поэтессы Серебряного века: Зинаида Гиппиус (русский символизм), Анна Ахматова, Марина Цветаева, Вера Инбер и многие другие. 
Советские поэтессы: Агния Барто, Белла Ахмадулина, Юлия Друнина (военная поэзия), Ольга Берггольц, Вероника Тушнова, Римма Казакова.

### XXI век

#### Проза
Людмила Улицкая, Дина Рубина, Людмила Петрушевская, Татьяна Толстая, Гузель Яхина, Алиса Ганиева, Анна Старобинец, Ольга Славникова, Елена Чижова, Мариам Петросян, Марина Степнова, Ксения Букша.
Поэзия
Вера Полозкова, Ах Астахова, Сола Монова, Аля Кудряшева, Стефания Данилова 

## Женские организации
Первая российская женская общественная организация Женское патриотическое общество появилась в 1812 году, её участницы заботились о нуждающихся — в первую очередь о беспризорных детях. Существовали также местные женские организации. Например, группа азербайджанских большевистских женщин в Азербайджанской Советской Социалистической Республике основала (1920) женский клуб имени Али Байрамова, содействующий женской грамотности, предоставляющий мусульманским женщинам возможности для профессиональной подготовки и трудоустройства, а также организация досуга и культурных мероприятий.
Независимые женские организации образовались в большом количестве в 1990-х годах на местном, региональном и национальном уровнях. Одной из таких групп является Центр гендерных исследований, анализирующий демографические и социальные проблемы женщин и выступающий связующим звеном между российскими и западными феминистскими группами. Передвижная группа под «Феминистская альтернатива» предлагает женщинам тренинги по самоутверждению.
Местные женские группы участвуют в судебных процессах от имени женщин, создают программы по повышению осведомленности об изнасилованиях и домашнем насилии (в 1995 году действовало около дюжины таких групп), а также помогают женщинам в создании бизнеса.
Организация Союз женщин России предлагает программы профессиональной подготовки, консультирование по вопросам карьеры и развитии предпринимательских навыков с целью предоставления женщинам возможности более успешно конкурировать в условиях формирующейся рыночной экономики России. Многие такие группы рассматриваются как своего рода западный подрыв традиционных (советских и даже досоветских) социальных ценностей .

### Движение солдатских матерей
Движение солдатских матерей было создано в 1989 году с целью разоблачения нарушений прав человека в вооруженных силах и оказания помощи молодежи в сопротивлении призыву на военную службу. Движение приобрело национальную известность благодаря своему противодействию войнам в Чечне 1994—2009 годов. Группа, которая в 1995 году насчитывала 10 000 членов, также выступала против продления срока обязательной военной службы.

## Декриминализация домашнего насилия
В Российской Федерации отсутствует специальное законодательство, направленное на борьбу с насилием в семье.
В январе 2017 года нижняя палата российского законодательного органа декриминализировала первичное домашнее насилие (первые правонарушения, не повлекшие за собой серьёзных травм), было снижено максимальное наказание с двух лет лишения свободы до пятнадцати дней содержания под стражей в полиции. Домашнее насилие стало административным правонарушением, и наказание за первое правонарушение подпадает под действие Административного кодекса . Обычно это штрафы или условные наказания, если обвиняемый является членом семьи, что составляет подавляющее большинство случаев домашнего насилия. Повторное и последующие правонарушения считаются уголовным преступлением, преследуемым в соответствии с Уголовным кодексом. Этот шаг был широко расценен как часть спонсируемого государством поворота к традиционным ценностям при Путине и отхода от либеральных представлений о правах личности и человека. Президент Путин подписал законопроект в феврале 2017 года.. В феврале 2017 года издание The Guardian сообщило, что «по некоторым оценкам, каждые 40 минут от домашнего насилия умирает одна женщина». Human Rights Watch крайне критически отреагировала на этот законопроект, представив рекомендации российскому законодательному органу изменить курс, усилив защиту жертв домашнего насилия. Российские женщины в три раза чаще подвергаются насилию со стороны члена семьи или близкого человека, чем со стороны незнакомца. Кроме того, организация Human Rights Watch отметила, что только 3 % дел о домашнем насилии в России доходят до суда, и отмечает, что декриминализация 2017 года ещё больше усложнила преследование виновных.
Декриминализация домашнего насилия в 2017 году обнулила двадцатилетние усилия в пользу ужесточения наказаний для обидчиков. В 1993 году, на первом созыве Государственной Думы, партия «Женщины России» разработала законопроект против домашнего насилия; петиция в пользу кодификации позиции против такого насилия собрала 884 000 подписей по всей стране. Попытка 2012—2016 годов разработать законопроект, который позволил бы жертвам домашнего насилия подавать запретительные судебные приказы против своих обидчиков, а также финансировать приюты и «гарантировать судебную и психологическую помощь», была отклонена. В 2019 году группа активистов движения за права женщин и женщин-политиков, включая вице-спикера Совета Федерации РФ Галину Карелову, выдвинула ещё один законопроект против домашнего насилия. Против выступила Русская православная церковь, чья «Патриаршая комиссия по вопросам семьи, защиты материнства и детства» лоббировала законопроект, называя его «антисемейным» и «ограничивающим права и свободы людей, выбравших семейный образ жизни, рождения и воспитания детей». Комиссия также утверждала, что законопроект «несправедливо обременяет семьи и родителей» и «вводит наказание за семейную жизнь».. Исследование Санкт-Петербургского государственного университета показывает, что 90 % случаев домашнего насилия происходит в доме, и что 85-91 % жертв супружеского насилия — женщины.
Из-за карантина, вызванного пандемией COVID-19, многие женщины оказались заперты дома со своими обидчиками. Россия изначально отрицала всплеск домашнего насилия, несмотря на то, что национальные организации по борьбе с домашним насилием сообщали о своей неспособности справиться с резким ростом числа звонков от жертв. Женщин штрафовали за нарушение карантина с целью скрыться от обидчиков до мая 2020 года, пока правительство наконец не объявило домашнее насилие чрезвычайной ситуацией, в которой нарушение карантина было приемлемым. В марте 2020 года Путин подписал законопроект, ужесточающий наказание за нарушение карантина. Между тем, согласно российскому законодательству о домашнем насилии, преступлением считается только насилие, которое приводит к госпитализации жертвы; впервые совершившие такое правонарушение наказываются штрафом в размере всего лишь 88 долларов США.
К 2021 году в России увеличилась доля людей с предубеждениями в области физической целостности.  58,62% людей в России допускали возможность насилия над интимными партнерами, тогда как в исследовании 2010‒2014 гг. уверенных в этом было на 8,6% меньше.

## Спорт

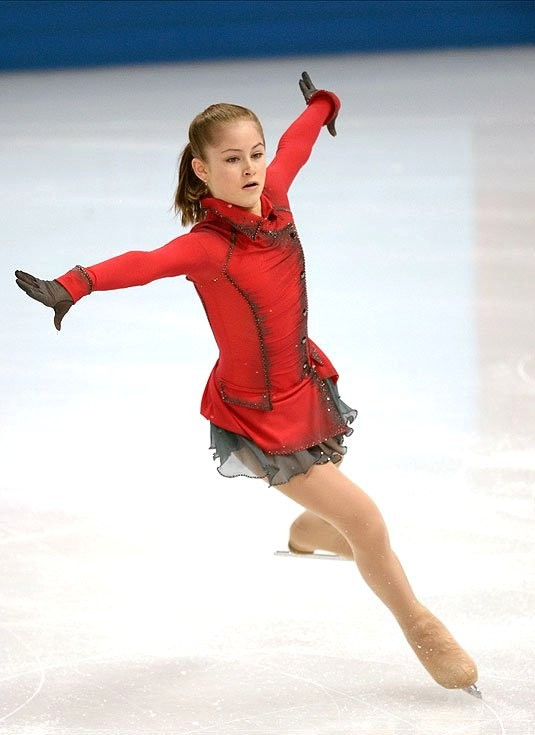
Юлия Липницкая

Фигурное катание — популярный вид спорта; в 1960-х годах Советский Союз стал доминирующей державой в фигурном катании, особенно в парном катании и танцах на льду; и это продолжалось даже после распада СССР.
Спортивная гимнастика — один из самых популярных видов спорта в России; Светлана Хоркина — одна из самых успешных гимнасток всех времен. Одной из самых известных теннисисток является Мария Шарапова, которая стала теннисисткой № 1 в мире всего в 18 лет. Российские женщины показывают международные успехи во многих других видах спорта, таких как легкая атлетика, баскетбол, теннис и волейбол.

## Торговля людьми
Крах государственной плановой экономики после распада СССР привёл к обострению социально-экономических проблем, таких как безработица, незащищенность и преступность. Это создало благодатную почву для торговли людьми, особенно в целях сексуальной эксплуатации.
Проституция в России стремительно распространяется: женщины из небольших городов и сельской местности мигрируют (вольно или невольно) в крупные города, такие как Москва, Санкт-Петербург, Омск или Екатеринбург, чтобы заняться проституцией. Русских женщин также заманивают за границу фальшивыми обещаниями работы танцовщицами, моделями, официантками или помощницами по дому, и в итоге они оказываются в ситуации, когда их принуждают заниматься проституцией. Однако Россия ратифицировала Протокол ООН о торговле людьми и предприняла шаги для пресечения этого явления.